# Липки (Тверская область)
Липки — деревня в Торопецком районе Тверской области. Входит в состав Понизовского сельского поселения.

## География
Находится в западной части Тверской области на расстоянии приблизительно 8 км на восток по прямой от районного центра города Торопец на левом берегу Торопы.

## История
В 1877 году здесь находилась деревня Польшевская или Федяки Торопецкого уезда Псковской губернии.

## Население
Численность населения: 0 в 2002 году, 0 в 2010, 2 в 2021 году.